# Porta da Alcáçova (Arco do Miradeiro)
Porta da Alcáçova, também conhecida como Arco do Miradeiro, é um arco da primitiva cintura de muralhas da cidade de Elvas, construído durante o domínio islâmico da então Yalbash (atual Elvas).

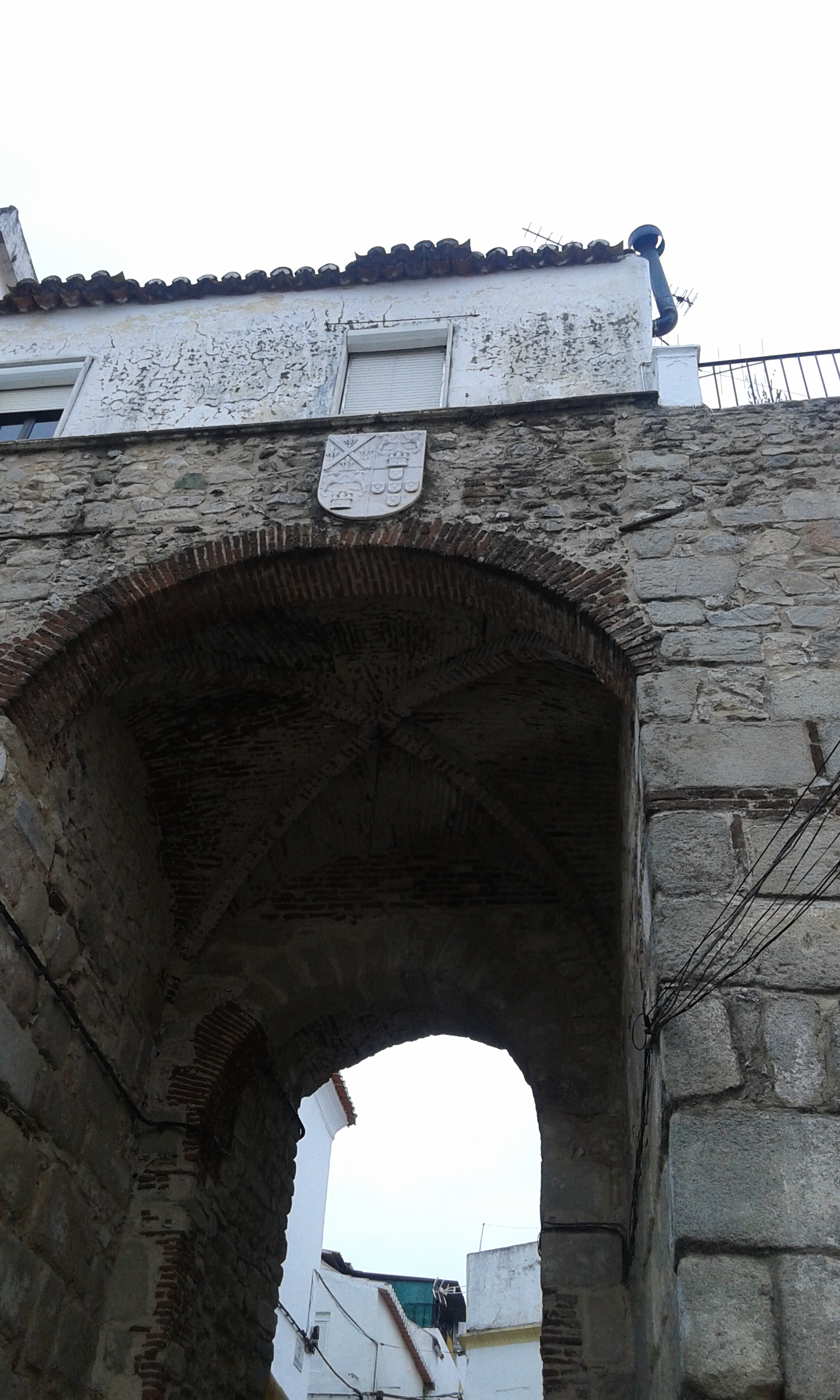
Arco do Miradeiro em Elvas, Portugal

A edificação é constituída por uma porta de entrada reta, por sua vez ladeada por duas torres maciças e pouco salientes, de forma quadrangular. Sabe-se que na sua construção foram utilizadas pedras graníticas. 
O desenvolvimento da cidade em épocas posteriores a sul desta entrada poderá ter anulado a necessidade de  reforçar a estrutura, tendo-se mantido sem alterações significativas nos séculos seguintes à ocupação islâmica. Apesar de atualmente o arco se apresente com uma volta mais ou menos perfeita, a porta ostentava um arco em ferradura, descrevendo um ângulo superior a 180º, modificado em 1887 devido aos problemas de circulação que a estrutura criava.